# 캐딜락 포뮬러 1 팀
미국 자동차 제조업체 제너럴모터스(GM)는 2026시즌을 시작으로 캐딜락 포뮬러1팀으로 캐딜락 브랜드 아래 포뮬러원 컨스트럭터로 경쟁하기로 계약하고 2020년대 말 동력장치 제조업체로 도약할 예정이다. GM은 미국 레이싱 조직인 안드레티 글로벌의 영국 자회사인 GPM 캐딜락 포뮬러 레이싱 주식회사를 통해 협력할 예정이다.
2023년 1월, 제너럴 모터스(GM)는 안드레티 글로벌과 협력하여 캐딜락 브랜드를 포뮬러 원 월드 챔피언십에 진출시키겠다는 의사를 발표했다.  이 조치는 FIA의 승인을 받았지만, 포뮬러 원 그룹은 GM이 F1 엔진을 생산하기로 합의하면 결정을 재고하겠다고 밝혔다.  거절에도 불구하고 안드레티는 쾰른에 있는 도요타의 풍동을 이용해 팀과 운영을 계속 강화했다.  안드레티는 포뮬러 원 CTO 팻 시몬스(Nick Chester), 공기역학자 존 톰린슨(Jon Tomlinson), 고문 나오키 토쿠나가(Naoki Tokunaga) 등 플라비오 브리아토레의 르노/팀 엔스톤 운영 동문 여러 명을 고위직으로 채용했다.

## 배경
2024년 11월, 로스앤젤레스 다저스의 수석 구단주이자 첼시 FC의 공동 구단주인 마크 월터는 지주회사인 TWG Global을 통해 안드레티를 인수했다고 발표했다.  그는 안드레티 소수 구단주 댄 토리스를 TWG 모터스포츠 부문의 CEO로 유지했다.  마이클 안드레티는 고문으로 남았고, 마리오 안드레티는 이사회에서 활동하기로 합의했다.  이러한 변화를 반영하기 위해 팀은 영국 자회사의 이름을 캐딜락 포뮬러 레이싱 주식회사로 변경했으며, 이후 GPM 캐딜락 포뮬러 레이싱 주식회사로 변경했다.
같은 달, GM은 캐딜락 브랜드로 2026년에 컨스트럭터로 챔피언십에 참가할 것이며, 추후 엔진 공급업체로 진출할 것이라고 발표했다.  이로써 GM은 2016년 하스 이후 F1의 첫 번째 신규 컨스트럭터가 되었다.  GM은 원래 요구했던 것보다 두 배 이상 많은 4억 5천만 달러의 확장 비용을 지불한 것으로 알려졌다.  포뮬러 원 그룹 CEO 스테파노 도메니칼리는 이 프로젝트에 대한 GM의 헌신이 "스포츠의 진화를 보여주는 중요하고 긍정적인 증거"라고 말했다.  12월, 팀은 전 버진 및 마루시아 CEO 그레이엄 로우돈을 팀 대표로, 르노 엔진 전문가 롭 화이트를 최고 운영 책임자로 고용했다.
2024년 12월, 페라리는 캐딜락이 2026년부터 엔진과 기어박스를 사용하는 다년간의 계약을 체결했다고 발표했다.  조 사워드는 GM이 르노의 이전 동력 장치 프로그램의 지적 재산권을 매입하려고 한다고 보도했다.
캐딜락은 2016년 하스 이후 그리드에 합류한 첫 번째 새로운 건설업체가 될 예정이다. 이 프로젝트는 인디애나, 노스캐롤라이나, 미시간에 미국에 3개의 기지가 있고 영국에 1개 기지가 있다. 엔진 부서는 노스캐롤라이나에 기반을 둘 것이다.
세계에서 가장 권위 있는 모터스포츠 대회로 나아가는 획기적인 움직임으로, 제너럴 모터스와 TWG 글로벌은 2026년에 캐딜락 팀을 시리즈에 도입하기로 포뮬러 1과 원칙적인 합의에 도달했다. GM은 또한 10년 말까지 캐딜락 포뮬러 1 팀을 자체적으로 F1 차량과 동력 장치를 구축하는 '풀 워크' 팀으로 거듭나게 할 F1 동력 장치를 출시할 예정이다.
캐딜락은 2016년 이후 F1에 합류한 첫 번째 신생 팀이자 그리드에서 11번째 팀이 될 것이다.
F1을 위해 창출된 혁신은 전 세계 소비자를 위한 첨단 전기화, 파워트레인, 소프트웨어 및 내연기관 기술을 활용하여 교통의 미래를 주도하려는 GM의 노력에 기여할 것이다. 또한 F1 팀을 출범하면 다양한 국제 청중에게 캐딜락 브랜드를 소개하고 GM의 기술과 디자인 역량을 선보일 예정이다.
캐딜락 포뮬러 1 팀
"모터스포츠의 정점인 F1은 경계를 허무는 혁신과 탁월함을 요구한다. 제너럴 모터스와 캐딜락이 세계 최고의 레이싱 시리즈에 합류하게 되어 영광이며, 전 세계 레이스 팬들을 위해 열정과 청렴성을 가지고 스포츠를 발전시키기 위해 경쟁할 것이다."라고 GM의 마크 로이스 사장은 말했다. "이번 무대는 GM의 엔지니어링 전문성과 기술 리더십을 완전히 새로운 차원에서 보여줄 수 있는 글로벌 무대이다."
"제너럴 모터스와 협력하여 포뮬러 1에 역동적인 존재감을 불어넣을 수 있게 되어 기쁘다."라고 TWG 글로벌의 모터스포츠 비즈니스 CEO 댄 토리스(Dan Twris)는 말한다. "우리는 함께 미국의 혁신을 구현하고 전 세계 레이스 팬들에게 잊을 수 없는 순간을 선사할 세계적인 팀을 구성하고 있다. FIA와 FOM의 지원과 챔피언십에 가져올 수 있는 가치에 대한 인정에 감사드린다."
마지막 아메리칸 F1 챔피언인 마리오 안드레티가 팀 이사회에서 이사로 활동한다.
"첫사랑은 포뮬러 1이었고, 70년이 지난 지금도 F1 목장은 여전히 제 행복한 곳이다. 캐딜락, 포뮬러 1, 마크 월터, 댄 토리스와 함께하게 되어 정말 기쁘다."라고 안드레티는 말한다. "이 단계에서도 여전히 참여하려면 꿈을 꾸지 않도록 스스로를 꼬집어야 한다."
2023년 1월 GM의 F1 가입 입찰이 발표된 이후, 캐딜락 포뮬러 1은 공기역학, 섀시 및 부품 개발, 소프트웨어, 차량 동력학 시뮬레이션을 위해 경험 많은 팀을 구성했다. 이 팀은 인디애나주 피셔스, 노스캐롤라이나주 샬럿, 미시간주 워런, 영국 실버스톤에서 운영되고 있다.
GM은 수십 년간의 레이싱 성공과 3,000회 이상의 우승과 100회 이상의 드라이버 및 제조업체 모터스포츠 챔피언십을 보유한 고성능 파워트레인 개발의 풍부한 역사를 가지고 있다.
GM과의 캐딜락 F1 파트너십 외에도 TWG 글로벌은 안드레티 글로벌, 웨인 테일러 레이싱, 스파이어 모터스포츠를 소유하고 운영하고 있다.